# Episodi di Al banco della difesa (prima stagione)
La prima stagione della serie televisiva Al banco della difesa è andata in onda negli Stati Uniti dall'8 settembre 1967 al 15 marzo 1968 sulla ABC.
| nº | Titolo originale                    | Prima TV USA      | Titolo italiano | Prima TV Italia |
| -- | ----------------------------------- | ----------------- | --------------- | --------------- |
| 1  | Tempest in a Texas Town             | 8 settembre 1967  |                 |                 |
| 2  | The Deep End                        | 15 settembre 1967 |                 |                 |
| 3  | The Other Face of the Law           | 22 settembre 1967 |                 |                 |
| 4  | A Civil Case of Murder              | 29 settembre 1967 |                 |                 |
| 5  | Shadow of a Killer                  | 6 ottobre 1967    |                 |                 |
| 6  | Conspiracy                          | 13 ottobre 1967   |                 |                 |
| 7  | Confessional                        | 20 ottobre 1967   |                 |                 |
| 8  | Death From a Flower Girl            | 27 ottobre 1967   |                 |                 |
| 9  | Commitment                          | 3 novembre 1967   |                 |                 |
| 10 | Citizen Ritter                      | 10 novembre 1967  |                 |                 |
| 11 | The Money Farm                      | 17 novembre 1967  |                 |                 |
| 12 | To Kill a Madman                    | 24 novembre 1967  |                 |                 |
| 13 | To Love and Stand Mute              | 1º dicembre 1967  |                 |                 |
| 14 | The Living Victim                   | 8 dicembre 1967   |                 |                 |
| 15 | Firebrand                           | 15 dicembre 1967  |                 |                 |
| 16 | Everyone Loved Harland but His Wife | 5 gennaio 1968    |                 |                 |
| 17 | Fall of a Skylark (1) - the Trial   | 12 gennaio 1968   |                 |                 |
| 18 | Fall of a Skylark (2) - the Appeal  | 19 gennaio 1968   |                 |                 |
| 19 | No Law Against Murder               | 26 gennaio 1968   |                 |                 |
| 20 | The Grand Old Man                   | 2 febbraio 1968   |                 |                 |
| 21 | What You Can Do With Money          | 9 febbraio 1968   |                 |                 |
| 22 | Kingdom of the Blind                | 16 febbraio 1968  |                 |                 |
| 23 | The Devil's Surrogate               | 23 febbraio 1968  |                 |                 |
| 24 | Square House                        | 1º marzo 1968     |                 |                 |
| 25 | The Worst of Both Worlds            | 8 marzo 1968      |                 |                 |
| 26 | You Remember Joe Maddox             | 15 marzo 1968     |                 |                 |

## Tempest in a Texas Town
- Prima televisiva: 8 settembre 1967
- Diretto da: Harvey Hart
- Scritto da: Harold Gast, Leon Tokatyan

### Trama
- Guest star: Judith McConnell (Eve), James Davidson (Paul Sagers), James Anderson (Wayne York), Russell Thorson (Aldo Reese), Pat Hingle (Ed Tanner), Heather Young (Terri Ann Brendler), Doreen Lang (Mrs. York), John Craven (giudice Hobart), Lane Bradford (sceriffo), Jim Henaghan (Jamie), Chris Jones (Brandon Hill)

## The Deep End
- Prima televisiva: 15 settembre 1967
- Diretto da: Seymour Robbie
- Scritto da: Saul Levitt

### Trama
- Guest star: Vivi Janiss (Mrs. Willoughby), Daniel Ades (Rafael Fuentes), David Renard (Julio Fuente), Herb Voland (giudice Balfour), Beverly Garland (Dorothy Shaw), William Smithers (John Emery), Eileen Baral (Rita Chambers), Leslie Nielsen (Ralph Fanning)

## The Other Face of the Law
- Prima televisiva: 22 settembre 1967
- Diretto da: Robert Butler
- Scritto da: Joel Kane, Ellis Kadison

### Trama
- Guest star: Paul Newlan (Daniel Wyatt)

## A Civil Case of Murder
- Prima televisiva: 29 settembre 1967
- Diretto da: Boris Sagal
- Scritto da: Halsted Welles

### Trama
- Guest star: John Dehner (Schellenbach), Clint Howard (Tim Oliver), Scott Brady (Max), Brooke Bundy (Melinda), Daniel J. Travanti (Don Oliver)

## Shadow of a Killer
- Prima televisiva: 6 ottobre 1967
- Diretto da: Leo Penn
- Scritto da: Sheldon Stark

### Trama
- Guest star: Harold Gould (Cleary), Joe Don Baker (Merle Varney), Quentin Dean (Lou Ann Bender), Vincent Gardenia (giudice Montez), Charles McGraw (Warden MacDonald), Betsy Jones-Moreland (Miss Davis), Arthur Adams (poliziotto)

## Conspiracy
- Prima televisiva: 13 ottobre 1967
- Diretto da: John Erman
- Scritto da: Leo Lieberman, Meyer Dolinsky

### Trama
- Guest star: Harry Townes (John Strattion), Kim Darby (Cassie Rossiter), James Daly (Dan Rossiter), Kevin McCarthy (Paul Christopher)

## Confessional
- Prima televisiva: 20 ottobre 1967
- Diretto da: Alex March
- Scritto da: William Froug

### Trama
- Guest star: Hal Baylor (Dude Rimpau), Burr deBenning (Richard Youngert), Milton Selzer (giudice Wade), Paul Prokop (Jimmy Vincent), Lurene Tuttle (Mae Youngert), James Westerfield (ispettore Ramkin), Chill Wills (Simpson Younger), Richard Anderson (Thad Crutcher)

## Death From a Flower Girl
- Prima televisiva: 27 ottobre 1967
- Diretto da: William Hale
- Soggetto di: David Davidson

### Trama
- Guest star: Booth Colman, Morgan Sterne (Joe Wallace), Gene Raymond (Ralph Lukas), Katherine Justice (Wendy Lukas), Andrew Duggan (Everett Cranfield)

## Commitment
- Prima televisiva: 3 novembre 1967
- Diretto da: Robert Butler
- Scritto da: Paul Monash

### Trama
- Guest star: David Sheiner (D.A. Harry Reed), George Murdock, John Zaremba (giudice Maderich), Cicely Tyson (Lucille Evans), Brock Peters (Jesse Aarons), William Windom (Ira Creighton)

## Citizen Ritter
- Prima televisiva: 10 novembre 1967
- Diretto da: Alex March
- Scritto da: Sheldon Stark

### Trama
- Guest star: Lloyd Gough (David Lincoln), Paula Wayne (Marilyn Ritter), Murray Hamilton (John Ritter), Stacey Gregg (Ellen Ritter), Norma Crane (Mrs. Ferguson)

## The Money Farm
- Prima televisiva: 17 novembre 1967
- Diretto da: Ralph Senensky

### Trama
- Guest star: James Whitmore (John Patrick McKenna), Martha Hyer (Leora McKenna), Alan Oppenheimer (procuratore Tom Rogers), Austin Willis (Richard Cahill)

## To Kill a Madman
- Prima televisiva: 24 novembre 1967
- Diretto da: Larry Peerce
- Scritto da: Robert Lewin

### Trama
- Guest star: Carmen Mathews (Elspeth Hanno), Morgan Jones (sergente), Len Birman (Lloyd Wasson), William Schallert (procuratore Ellis), Natalie Trundy (Margaret.), Jason Wingreen (giudice)

## To Love and Stand Mute
- Prima televisiva: 1º dicembre 1967
- Diretto da: Michael Caffey
- Scritto da: Gerry Day

### Trama
- Guest star: Edith Atwater (Mrs. Buckley), Jenny Maxwell (Ada Kane), Loretta Leversee (Nora Arnold), Ruta Lee (Alida Nye), Eddie Carroll (Art Riley), Sheila Larken (Penny), Tom Troupe (Dan Arnold)

## The Living Victim
- Prima televisiva: 8 dicembre 1967
- Diretto da: William Hale

### Trama
- Guest star: Joan Hackett (Ruth Massey), John Larch (procuratore Joseph Flexner), William Wintersole (Mel Berrigan), Robert Alda (Walter Whitaker)

## Firebrand
- Prima televisiva: 15 dicembre 1967
- Diretto da: Alex March

### Trama
- Guest star: Robert V. Barron (rancher), Rodolfo Hoyos, Jr. (Gabriel Aguila), Anna Strasberg (Dolores Aguila), Mark Lenard (sceriffo Mike Galvez), Perry Lopez (Tony Aguila)

## Everyone Loved Harland but His Wife
- Prima televisiva: 5 gennaio 1968
- Diretto da: Gerald Mayer
- Scritto da: James M. Miller

### Trama
- Guest star: Margot Jane (Melissa Gray), Paul Fix (giudice House), Vera Miles (Lydia Gray), Charles Drake (Harlan Gray), Jeff Morrow (John Davis.), Noah Keen (sceriffo Blake), Claude Akins (Calvin Wolf)

## Fall of a Skylark - the Trial
- Prima televisiva: 12 gennaio 1968
- Diretto da: Boris Sagal

### Trama
- Guest star: Dabbs Greer (dottor Fred Zellman), John Kellogg (Lerner), Walter Brooke (procuratore John Gage), Bradford Dillman (Buzzy Burke), June Dayton (Irene Schatz), John Davis Chandler (Czawick), Karl Swenson (giudice), Hal Smith (dottor Corelli), George N. Neise (Matthew Tribin), Barry Morse (Burke), Diana Hyland (Jessie Tree), Malachi Throne (procuratore Franklin Gruson), Lee Bowman (Charles Grattner), Joe Mantell (Arnold Schatz)

## Fall of a Skylark - the Appeal
- Prima televisiva: 19 gennaio 1968
- Diretto da: Boris Sagal

### Trama
- Guest star: June Dayton (Irene Schatz), Dabbs Greer (dottor Fred Zellman), Barry Morse (Burke), John Davis Chandler (Czawick), George N. Neise (Matthew Tribin), Malachi Throne (procuratore Franklin Gruson), Diana Hyland (Jessie Tree), Bradford Dillman (Buzzy Burke), Hal Smith (dottor Corelli), Karl Swenson (giudice), Joe Mantell (Arnold Schatz), John Kellogg (Lerner), Lee Bowman (Charles Grattner), Walter Brooke (procuratore John Gage)

## No Law Against Murder
- Prima televisiva: 26 gennaio 1968
- Diretto da: Boris Sagal
- Scritto da: Harold Gast

### Trama
- Guest star: Jason Evers (Alec Spinner), Mariette Hartley (Erica Cosgrove), Frank Maxwell (James Edwards), Jacqueline Mayo (Willa Glenn), Earl Holliman (sceriffo Querido)

## The Grand Old Man
- Prima televisiva: 2 febbraio 1968
- Diretto da: Boris Sagal

### Trama
- Guest star: Herbert Bress (barista), Albert Dekker (George Stuka), Ted Knight (Fan), Alan Hewitt (giudice), Christopher Connelly (Tom Royce), Joe Maross (Alfred Stuka), Alfred Ryder (Mott), Lin McCarthy (procuratore Russo), Priscilla Morrill (Helen Royce), Warren J. Kemmerling (Cobb), Charles Lane (ufficiale giudiziario)

## What You Can Do With Money
- Prima televisiva: 9 febbraio 1968
- Diretto da: Boris Sagal

### Trama
- Guest star: Roy Poole (procuratore McDonald), William Jordan (Wagner), Curt Conway (giudice), Whit Bissell (Moss), Albert Salmi (Malcolm Iverson), Charles Aidman (Norman Gregg), Janice Rule (Carla Gregg), Fernando Roca (Diego Ramirez)

## Kingdom of the Blind
- Prima televisiva: 16 febbraio 1968
- Diretto da: Christian Nyby
- Scritto da: John W. Bloch

### Trama
- Guest star: Patricia Barry (Kathryn Storm), Ida Lupino (Elaine Bennett), Tim O'Connor (Nay Delavan), Jane Elliot (Jo Ann Storm), Lawrence Dobkin (Maurice)

## The Devil's Surrogate
- Prima televisiva: 23 febbraio 1968
- Diretto da: Larry Peerce

### Trama
- Guest star: Ned Wever (Stern), Robert Lipton (Ray Bob Becker), Jason Wingreen (giudice), Stewart Bradley (sergente Bushnell), Karen Black (Alethea Staunton), Lloyd Nolan (procuratore Bantry), Patsy Garrett (infermiera), James Franciscus (padre William Chitwood), Warren Miller (Martin Weaver), Larry Gates (padre Burnside)

## Square House
- Prima televisiva: 1º marzo 1968
- Diretto da: Alex March

### Trama
- Guest star: Jeff Corey, Simon Oakland (Sam Ghari), Hugh Marlowe (Amos Kincaid), Collin Wilcox (Vicky Anderson), Robert Duvall (Raymond Cane)

## The Worst of Both Worlds
- Prima televisiva: 8 marzo 1968
- Diretto da: George McCowan
- Scritto da: Norman Borisoff

### Trama
- Guest star: Pippa Scott (Jean Merritt), Malcolm Atterbury (giudice Edgar Brown), Luke Halpin (Kenny Carter), John Randolph (Vern Merritt), Frank Marth (Frank Austin)

## You Remember Joe Maddox
- Prima televisiva: 15 marzo 1968
- Diretto da: George McCowan
- Scritto da: Franklin Barton

### Trama
- Guest star: Kevin McCarthy (Joe Maddox), Coleen Gray (Beth Maddox), Simon Scott (George Keefer), Ray Stricklyn (procuratore Roger Harmon)